# Frankolin malowany
Frankolin malowany (Francolinus pictus) – gatunek średniej wielkości azjatyckiego ptaka z rodziny kurowatych (Phasianidae). Osiadły.

## Systematyka
Wyróżnia się trzy podgatunki F. pictus:
- F. pictus pallidus – północno-środkowe Indie.
- F. pictus pictus – środkowe i południowe Indie.
- F. pictus watsoni – Sri Lanka.

## Charakterystyka

### Morfologia
Wygląd zewnętrzny: Samiec ma rude podgardle, samica jednolicie jasny podbródek. Młode ubarwione podobnie do samicy, ale mają intensywniej nakrapiane boki i pierś.
Rozmiary: długość ciała: ok. 31 cm
Masa ciała: ok. 242–340 g.

## Występowanie

### Środowisko
Zasiedla tereny będące mozaiką pól i łąk, ze śródpolnymi zakrzewieniami, zbiornikami wodnymi i terenami podmokłymi.

### Zasięg występowania
Indie i Sri Lanka.

## Pożywienie
Dominuje pokarm roślinny: nasiona, źdźbła trawy i owoce, uzupełniane bezkręgowcami, m.in. termitami.

## Rozród
Najprawdopodobniej gatunek monogamiczny.
Gniazdo: na ziemi, ukryte w gęstej roślinności.
Okres lęgowy: W Indiach zbieżny z porą deszczową: czerwiec-wrzesień, ale notowano również lęgi w porze od kwietnia do czerwca. Na Sri Lance od marca do czerwca.
Jaja: znosi 4–6 jaj.
Wysiaduje wyłącznie samica.

## Status, zagrożenie i ochrona
Status według kryteriów Czerwonej księgi gatunków zagrożonych IUCN: gatunek najmniejszej troski (LC – least concern). Trend liczebności populacji uznaje się za spadkowy.